# Hydrogeologia
Hydrogeologia (z greckiego: hydro – woda, ge – ziemia, logos – nauka) – nauka o wodach podziemnych i procesach wzajemnego oddziaływania podziemnej hydrosfery, atmosfery, biosfery, litosfery jak i samego człowieka.
Interesuje się ich pochodzeniem, rozmieszczeniem, dynamiką, ustrojem, bada ich zasoby i właściwości fizyczne i chemiczne.
Odrębny kierunek badań reprezentuje ściśle związana z gospodarką hydrogeologia stosowana, zajmująca się metodyką poszukiwania i obliczania zasobów wód podziemnych, metodami odwodnienia kopalń, tuneli i wykopów budowlanych, sposobami regulacji poziomów wód gruntowych oraz rekultywacją i oczyszczaniem zbiorników wód podziemnych, a także badaniem i prognozowaniem migracji zanieczyszczeń w zbiornikach wód podziemnych oraz oszacowania ich podatności na zanieczyszczenia.

Inne działy hydrogeologii to:
- Hydrogeologia górnicza, zwana też kopalnianą.
- Hydrogeologia regionalna.
- Hydrogeologia środowiskowa, zwana też ochronną.
- Hydrogeologia złożowa.